# Alfredo Fressia
Alfredo Fressia (Montevideo, 2 de agosto de 1948 - São Paulo, 7 de febrero de 2022) fue un poeta, ensayista, traductor y profesor uruguayo.

## Trayectoria
Formado como profesor de Literatura y de Francés, Fressia dictó clases en Montevideo hasta 1976, año en que fue destituido por la dictadura uruguaya. 
Entonces se instaló en Sao Paulo, Brasil, donde continuó dedicado a la poesía y a la enseñanza. 
Integrante de la llamada Generación del 60, fue uno de los nombres claves de la poesía uruguaya contemporánea, junto a autores como Circe Maia, Washington Benavides, Cristina Peri Rossi, Hugo Achugar o Marosa di Giorgio.
En 1973 publicó su primera obra, el poemario Un esqueleto azul y otra agonía, que incluyó poemas en que exploraba el homoerotismo y temas como la atracción por el cuerpo masculino, el deseo no realizado y la condición de travesti. De este modo, Fressia se convirtió en el primer poeta gay de Uruguay en expresar abiertamente en su escritura temáticas relacionadas con la homosexualidad masculina. Fressia continuó abordando la diversidad sexual en varios de sus poemarios posteriores.
Desde el fin de la dictadura, en 1985, Fressia volvió sistemáticamente a Montevideo, donde residía al menos dos meses por año.
Su poesía, marcadamente personalista, fue pionera en el tratamiento del erotismo y la homosexualidad en la literatura del Río de la Plata. 
En Brasil, fue profesor de literatura francesa en la Universidad Católica de Sao Paulo, hasta su retiro en 2018. 
Ejerció el periodismo cultural en varios medios de Uruguay (Suplemento Cultural de El País), Brasil (Folha de São Paulo) y México (La Jornada Semanal).
Fue editor de la revista mexicana de poesía La Otra, en su edición en papel, desde 2008 hasta 2013. Además, fue traductor trilingüe de poesía en español, portugués y francés. 
El 24 de octubre de 2018, la Junta Departamental de Montevideo le otorgó el título de "Ciudadano ilustre" de su ciudad natal y el 1 de diciembre del mismo año, recibió el Premio Morosoli por su trayectoria en la categoría poesía.
Falleció en Sao Paulo el lunes 7 de febrero de 2022 a los 73 años, a causa de un cáncer.

## Obras
- 1973, Un esqueleto azul y otra agonía. Ediciones de la Banda Oriental. Montevideo. 1973. Primer Premio Nacional del Ministerio de Educación y Cultura.
- 1982, Clave final. Ediciones del Mirador. Montevideo.
- 1984, Noticias extranjeras. Ediciones del Mirador. Montevideo.
- 1986, Destino: Rua Aurora. Original portugués: Edição do Autor. São Paulo. Primeira e segunda edições. Versión en español: Mafia Rosa. Ciudad de México. 2012.  Nueva versión en portugués: Lumme Editor. São Paulo. 2012.
- 2018, Cuarenta poemas. Ediciones de UNO. Montevideo. 1989. Editorial Lisboa. Buenos Aires. 2018.
- 1997, Frontera móvil. Aymara. Colección Arequita. Montevideo. Premio del Ministerio de Educación y Cultura.[7]
- 1998, El futuro/O futuro. Edición bilingüe. Versión portuguesa a cargo de Hermínio Chaves Fernandes. Edições Tema. Lisboa (Portugal). Plaquette com desenhos de Francisco dos Santos. Lumme Editor. São Paulo. 2012.
- 1998, Amores impares. Collage de poesía creado sobre textos de nueve poetas uruguayos. Aymara. Colección Cuestiones. Montevideo.
- 1999, Veloz eternidad. Vintén Editor. Montevideo. 1999. Premio del Ministerio de Educación y Cultura.
- 2003, Eclipse : Cierta poesía 1973-2003 Civiles Iletrados. Montevideo-Maldonado. 2003.  Alforja Conaculta-Fonca, Colección Azor, México D.F., 2006.  Melón Editora. Buenos Aires. 2013.[8]
- 2009, Ciudad de papel. Crónicas en movimiento. Trilce. Montevideo. 2009.
- 2008, Senryu o El árbol de las sílabas. Linardi y Risso. Col. La hoja que piensa. Montevideo, Premio Bartolomé Hidalgo 2008.[9]
- 2010, Canto desalojado. Antología bilingüe, organizada e traduzida ao portugués por Fabio Aristimunho Vargas, prefaciada por Dirceu Villa e epilogada por Rodrigo Petronio. Lumme Editor. São Paulo, 2010.
- 2012, El memorial de hombres que me amaron. Mafia Rosa. Ciudad de México. Ediciones Cuadernos del Sur. Tacna, Perú. 2018.
- 2012 Poeta en el Edén. Prefacio de Hernán Bravo Varela. La Cabra Ediciones. Colección del Mirador. Ciudad de México. Civiles iletrados. Montevideo. 2012. Editorial Lisboa. Buenos Aires. 2016.
- 2012, Homo Poemas. Trópico Sur. Punta del Este. 2012.
- 2013, Cuarenta años de Poesía. Ediciones Lo Que Vendrá. Montevideo. 2013.
- 2013, Clandestin. L'Harmattan. París. 2013.
- 2016, Susurro Sur. Valparaíso México. Ciudad de México. 2016.
- 2017, La mar en medio. Prefacio de Horacio Cavallo, Posfacio de Álvaro Ojeda. Editorial Lisboa. Serie Cantábrico. Buenos Aires, 2017.  Editorial Civiles iletrados. Colección Ojo de Rueda. Montevideo.
- 2017, Terra incognita. Ediciones Caletita. Colección Las Vaquitas Flacas. Monterrey.
- 2018, Radici del Paradiso. Antología bilingüe español e italiano, a cargo del prefacista y traductor Carmelo Andrea Spadola. Ediciones Fili d'Aquilone. Roma.
- 2019, Sobre roca resbaladiza. Recuerdos y reflexiones de un poeta. Editorial Lisboa. Serie Territorios-Memorias. Buenos Aires. Editorial Yaugurú. Montevideo.
- 2022, Ultima Thule. Editorial Yaugurú. Montevideo. Editorial Lisboa. Ushuaia.

## Algunas traducciones
- 2002, Trinta e três poemas de Josefina Plá. Introducción, selección y traducción al portugués de Alfredo Fressia. Edición bilingüe. Ediciones Fluviais. Lisboa (Portugal).
- 2008, Poema sucio. En el vértigo del día, de Ferreira Gullar. Traducción de Poema sujo. Corregidor, Buenos Aires.
- 2009, Animal transparente, de Ferreira Gullar. Traducción y Prólogo de Alfredo Fressia. La Cabra Ediciones Conarte Nuevo León. Col. Azor. Monterrey, México,
- 2014, Jonas, de Hughes Labrusse. Les Éditions TRANSIGNUM. Caen, Normandie,